# Dunér (cràter)
Dunér és un antic cràter d'impacte que es troba a l'hemisferi nord de la cara oculta de la Lluna. Està situat al sud-est del cràter Chernyshev, i a l'oest-sud-oest de la parella de cràters Perkin-Debye.
Aquest cràter ha estat molt afectat per múltiples impactes petits, deixant una vora exterior que amb prou feines pot apreciar-se, formant poc més que un lleu ressalt circular a la superfície lunar.

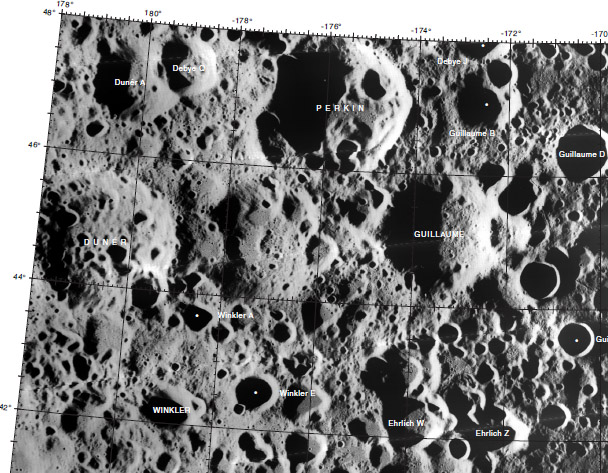
Localització de Dunér (centre esquerra de la imatge)
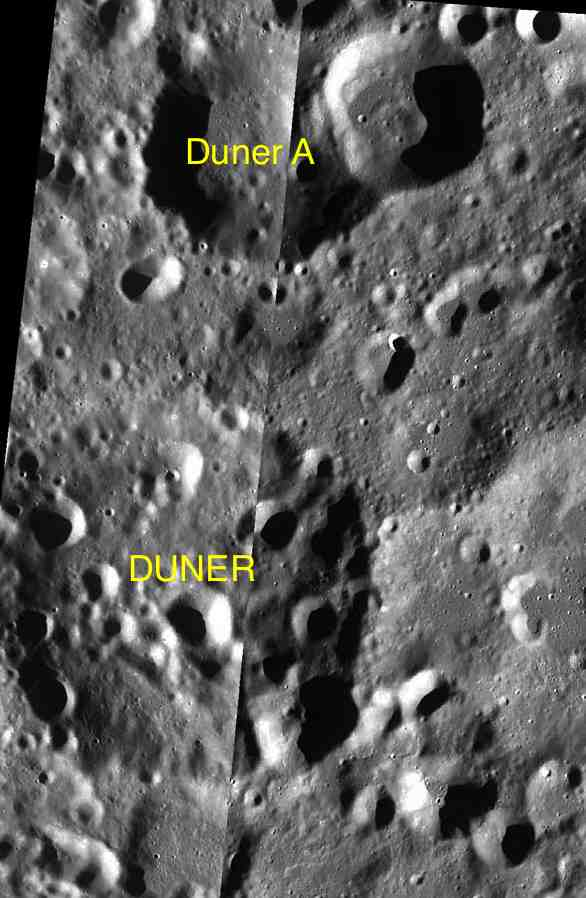
Cràters satèl·lit
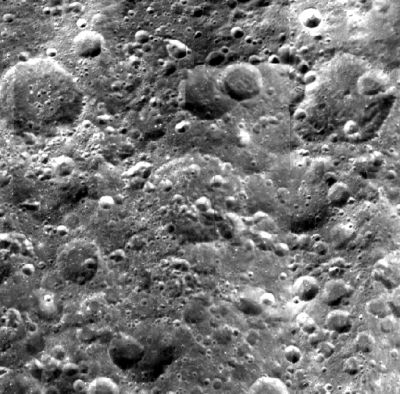
Fotografia de la Missió Clementine (1994)

L'interior està en condicions similars, amb petits cràters que cobreixen moltes parts de la plataforma. Els impactes més notables consisteixen en una cadena de superposició de petits cràters que s'estenen des de prop del punt mitjà i creuen la vora sud-est. Aquesta cadena és de més longitud que el diàmetre del cràter principal.

## Cràters satèl·lit
Per convenció aquests elements són identificats en els mapes lunars posant la lletra en el costat del punt central del cràter que està més proper a Dunér.
| Dunér                                  | Coordenades | Diàmetre |
| -------------------------------------- | ----------- | -------- |
| 47° 42′ N, 179° 42′ E / 47.7°N,179.7°E | 38 km       |          |